# Пешита
Пешита (сир. ܡܦܩܬܐ ܦܫܝܛܬܐ) је превод Библије на сиријском језику.
Књиге Старог завета у Пешити су распоређени на необичан начин: Петокњижје, Књига о Јову, Књига Исуса Навина ... Текст Новог завета одражава византијски стил, са бројним изузецима. Број књига у Новом завету, био је 22 (осим Откривења и посланица: 2 Петрова, 2 Јованова, 3 Јованова, Јудина)
Термин "Пешита» потиче из сиријског језика, што може да значи или "једноставнија верзију" или "заједничка верзија". .
По први пут назив "Пешита" у односу на стандард (конвенционални) сиријске Библије појавио су у IX веку.
Треба разликовати ову верзију Библије створена у периоду 615.-617. године и превод са грчког на сиријски (Стари завет) и Нови завет превод из VII века .

## Историја
Књиге Старог завета су преведене на сиријски у последњем кварталу II века. Новозаветне књиге су преведене у другој половини V века.
Пешита старозаветне књиге се сматрају најранијим примером Сиро-арамејске књижевности. Појавио се вероватно крајем II века. За разлику од већине раних црквених заједница, на његов превод Старог завета у Септуагинти Сиро-арамејска црква је користила директан превод од хебрејског. Хебрејски текст који је служио као основа за превод. 
Стил и ниво превода старозаветних књига у Пешити је сасвим различита у различитим деловима Светог писма. Неки делови су могуће превели сиријски Јевреји пре појаве хришћанске цркве, док други могу бити дело првих крштених Јевреја. 
Сиријски писац Татијан (око 120-173.) написао је око 170. године дело познато као Дијатесарон. Назив тог дела потиче од грчке речи која значи „кроз четири јеванђеља“, будући да се заснивало на четири канонска јеванђеља. Касније је Јефрем Сирин (око 310.-373.) написао коментар на Дијатесарон, те је тако потврдио да се он навелико користио међу сиријским хришћанима.
Петокњижје сиријске Пешите из 464. године је један од најстаријих сачуваних библијских рукописа
Један рукопис Пешите потиче из 459/460. године, што га чини најстаријим библијским рукописом са утврђеним датумом. Године 508., урађена је ревизија Пешите и у њу су укључене пет књига које су недостајале. Тај превод је добио име по епископу Филоксену.